# Tina Chen
Tina Chen (chinesisch 陳婷, Pinyin Chén Tíng; * 2. November 1943 in Chongqing) ist eine US-amerikanische
Schauspielerin chinesischer Herkunft. Bekanntheit erlangte sie durch Rollen in Filmen wie Herrscher der Insel und Die drei Tage des Condor.

## Leben
Tina Chen wuchs in China, Hongkong, Taiwan und Tokio auf, ehe sie in die Vereinigten Staaten zog. Vor ihrer Laufbahn als Schauspielerin arbeitete Chen in einer Forschungsabteilung des New York Blood Center. Zudem gründete sie in New York mit Food Liberation ein Geschäft für gesunde Lebensmittel.
Nach ihrem Schauspieldebüt 1967 erlangte Chen durch Auftritte in zahlreichen Filmproduktionen Bekanntheit. Hierzu zählen Alice’s Restaurant (1969) oder die weibliche Hauptrolle an der Seite von Charlton Heston in Herrscher der Insel (1970), für die sie eine Golden-Globe-Nominierung erhielt. In Die drei Tage des Condor war Chen 1975 in der Rolle der Janice Chon als Kollegin des von Robert Redford verkörperten Hauptcharakters Joseph Turner zu sehen. Neben ihrer Filmkarriere ist sie zudem als Fernsehdarstellerin tätig und erhielt hierfür eine Emmy-Nominierung.
Tina Chen betätigt sich als Lektorin und hat als Komponistin vier Musikstücke geschrieben, die im Rahmen von Festivals in New York und Vermont aufgeführt wurden. Sie engagiert sie sich außerdem im Rat des jährlich stattfindenden Musikfestivals Aspen Music Festival and School.

## Filmografie (Auswahl)
- 1969: Alice’s Restaurant
- 1970: Herrscher der Insel (The Hawaiians)
- 1971: Paper Man
- 1975: Die drei Tage des Condor (Three Days of the Condor)
- 1976: Harry O (Fernsehserie, eine Folge)
- 1978: Der Geist von Flug 401 (The Ghost of Flight 401; Fernsehfilm)
- 1984: Airwolf: Eine unschlagbare Waffe (Airwolf; Fernsehfilm)
- 1984: Airwolf (Fernsehserie, eine Folge)
- 1985: Im Angesicht der Wahrheit (The Lady from Yesterday; Fernsehfilm)
- 1995: Central Park West (Fernsehserie, eine Folge)
- 2002: Face
- 2009: Mercy (Fernsehserie, eine Folge)
- 2011: Almost Perfect
- 2019: New Amsterdam (Fernsehserie, eine Folge)